# Пилюгино (Саратовская область)
Пилюгино — село в Балтайском районе Саратовской области Российской Федерации, входит в состав населённых пунктов Большеозёрского муниципального образования.

## Общая информация
Пилюгино (старое название - Гусиная Лапа). Село основано в 1703 году помещиком В.Т.Пилюгиным, в 1736 г. названо его именем. Разместился населённый пункт в северной части Балтайского района, в 4 км. от  Пензенской области.
Территория лежит в лесостепной зоне. Село окружено со всех сторон смешанным лесом, сосновые посадки только искусственные.
В 1781 году в селе освящена деревянная церковь с колокольней. Позднее здание было разрушено.

## Население
По данным переписи населения 2010 года в селе Пилюгино проживало 403 человек, из них 180 мужчин и 223 женщины.
| 2002 | 2010 |
| ---- | ---- |
| 465  | ↘403 |

## Инфраструктура
Село Пилюгино газифицировано, с районным центром соединено дорогой с твёрдым покрытием.
Имеются отделение связи, детский сад, средняя общеобразовательная школа, дом культуры, фельдшерско-акушерский пункт, магазины.

## Уличная сеть
В селе несколько улиц: ул. Центральная, ул. Зелёная, ул. Северная, ул. Заречная и другие.